# Crédit immobilier de France
 (janvier 2023).
 (janvier 2023).
Il peut être nécessaire de l'améliorer pour respecter le principe de neutralité de point de vue. Veuillez consulter la page de discussion pour plus de détails.

Pour les articles homonymes, voir CIF.
Ne doit pas être confondu avec Crédit foncier de France.
Le Crédit immobilier de France (CIF) est un établissement bancaire français, créé en 1908, spécialisé dans l’accession à la propriété des ménages modestes. 

## Historique

### Naissance des SACI: 1908
Les Sociétés Anonymes de Crédit Immobilier (SACI) ont été créées en 1908 pour favoriser l’accession à la propriété des « classes laborieuses méritantes ». Sociétés Anonymes sans but lucratif, les SACI ont été conçues sur initiatives privées (entreprises, personnes physiques, collectivités). Elles avaient pour objet la distribution de prêts aidés pour permettre aux familles modestes de devenir propriétaires.

### L’immobilier: 1959
L’objet social des SACI est progressivement étendu à un ensemble de compétences immobilières tournées vers l’accession à la propriété (lotissement, construction de maisons et d’appartements, services immobiliers).

### Le PAP (prêts aidés d’accession à la propriété): 1977
Les SACI étaient jusqu’alors les seuls distributeurs de prêts aidés pour l’accession à la propriété, les HLM.A, refinancés par la Caisse des Dépôts et Consignations. À partir de 1977, ce monopole laisse la place à une distribution des prêts PAP effectuée également par le Crédit Foncier de France et le Comptoir des Entrepreneurs.

### Les SACI, établissements de crédit: 1984
La loi bancaire confère aux SACI le statut d’Établissements de Crédit

### Création du réseau Crédit immobilier de France: 1991
Indépendamment de cette évolution réglementaire des prêts aidés, la loi n° 91-457 du 15 mai 1991 crée le réseau du Crédit Immobilier de France, en regroupant les SACI sous l’autorité d’un organe central au sens de la loi bancaire : la Chambre Syndicale. Celui-ci est notamment chargé de garantir la sécurité financière du réseau et de veiller à la cohérence de la gouvernance des SACI.
À sa création, le réseau compte plus de 120 membres (plus d’une SACI par département) qui possèdent tous la double qualification d’organisme HLM et d’établissement de crédit.
Pour permettre aux SACI de s’adapter aux évolutions de l’environnement, la loi de 1991 les autorise spécifiquement à détenir des filiales financières de droit commun intervenant dans le champ concurrentiel.

### Création des missions sociales: 2002
En 2002, les SACI transfèrent les activités immobilières concurrentielles vers des filiales dédiées pour se concentrer sur des missions sociales. Une centaine de conventions sont signées entre 2002 et 2005 entre le réseau des SACI et l'Etat. Ces missions sociales, mises en œuvre au niveau local, en partenariat avec les collectivités territoriales et le cas échéant avec d'autres intervenants (l'Agence nationale pour l'amélioration de l'habitat, les caisses d'allocations familiales…)

### Création des sociétés anonymes coopératives d'intérêt collectif pour l'accession à la propriété (Sacicap): 2006[5]
Le statut des SACI évolue pour devenir des Sociétés anonymes coopératives d’intérêt collectif pour l’accession à la propriété (Sacicap). La gouvernance du réseau est réformée : le Crédit immobilier de France Développement (CIFD) est l’organe central bancaire, tandis que les Sacicap se structurent autour de l’Union d’économie sociale pour l’accession à la propriété (UES-AP). Quelque temps plus tard une marque commune est créée : Procivis.

### Une convention entre les Sacicap et l’Etat: 2007[6]
Le décret n° 2007-1595 du 9 novembre 2007 régit les signatures futures de conventions entre les Sacicap et l’Etat pour encadrer les “missions sociales” et fixer des objectifs de production de logements en accession sociale. Ces missions sociales visent à financer des travaux de rénovation du parc privé de logements. Proposées sur l'ensemble du territoire métropolitain, il peut s'agir de préfinancement des aides aux syndicats de copropriétés, de préfinancement des aides aux copropriétaires ou propriétaires de maisons individuelles ou encore de financement du reste à charge. Ces prêts sans intérêts doivent permettre d'améliorer la performance énergétique des logements, de faire des travaux d'adaptation au vieillissement ou au handicap ou encore de remédier à une situation d'insalubrité.

### Gestion extinctive et progressive: 2012-2022[7]
Le Crédit Immobilier de France est mis en résolution ordonnée. Dans un contexte de crise des subprimes, le réseau est contraint de demander la garantie de l’Etat et d’organiser l’extinction de son activité de crédit car son modèle de refinancement exclusif par les marchés était remis en cause, notamment par les agences de notation.
Son modèle de refinancement ayant été remis en cause, le Crédit immobilier de France demande en 2012 la garantie de l’État et cesse la production de nouveaux prêts. Il inscrit son activité dans le cadre d’un plan de résolution ordonnée, c’est-à-dire d’une gestion extinctive et progressive de l’entreprise.
Il réalise désormais la transformation juridique et opérationnelle du groupe. Il recentre son activité sur la gestion de ses 20 milliards d'euros, au 1/10/2016, d'encours de prêts immobiliers.
Lors de l’Assemblée générale du 28 mai 2015, les actionnaires approuvent à l’unanimité la fusion entre CIFD et l'ancienne SFR, CIF Rhône Alpes Auvergne, qui prend effet le 1er juin suivant. Elle est suivie par les fusions de CIF Méditerranée et CIF Ouest, le 1er décembre 2015, de CIF Centre-Ouest, Cif Île-de-France et Cif Sud-Ouest, le 1er mai 2016, de CIF Nord, CIF Centre-Est et CIF Bretagne en novembre 2016.
En avril 2017, le Crédit immobilier de France annonce la fermeture pour 2021 de l'ensemble de ses 25 sites sauf deux à Paris et à Toulouse.
Procivis recentre son activité autour des métiers de l’immobilier pour devenir un acteur complet du logement.

## Les actionnaires
Le CIF est actuellement détenu par 46 Sociétés anonymes coopératives d'intérêt collectif pour l'accession à la propriété (Sacicap).

## La gouvernance

### Présidents
| 1997 - 2012                 | Claude Sadoun  |         |
| septembre 2012              | Bernard Sevez  | Intérim |
| octobre 2012 - janvier 2013 | Michel Bouvard |         |
| Depuis janvier 2013         | Yannick Borde  |         |

### Directeurs généraux
| octobre 2012 - janvier 2013 | Patrick Amat    |
| janvier 2013 - avril 2015   | François Morlat |
| Depuis avril 2015           | Jérôme Lacaille |

## Sources
1. ↑  Gérard Hamel, « Rapport fait au nom de la commission des Affaires économiques, de l’Environnement et du Territoire sur le projet de loi, adopté par le Sénat après déclaration d’urgence, ratifiant l’ordonnance n° 2006-1048 du 25 août 2006 relative aux sociétés anonymes coopératives d’intérêt collectif pour l’accession à la propriété (n° 3426) »  [PDF], sur Assemblée nationale (France), 29 novembre 2006 (consulté le 12 janvier 2023)
2. ↑  « Projet de loi portant engagement national pour le logement : (rapport) », sur www.senat.fr (consulté le 12 janvier 2023)
3. ↑  Robert Laucournet, « Rapport fait au nom de la commission des Affaires économiques et du Plan, sur le projet de loi relatif aux sociétés anonymes de crédit immobilier, »  [PDF], sur Sénat (France), 27 mars 1991 (consulté le 12 janvier 2023)
4. ↑  Robert Laucournet, « Loi n° 91-457 du 15 mai 1991 relative aux sociétés anonymes de crédit immobilier », sur www.legifrance.gouv.fr, 15 mai 1991 (consulté le 12 janvier 2023)
5. 1 2  « Projet de loi ratifiant l'ordonnance n° 2006-1048 du 25 août 2006 relative aux sociétés anonymes coopératives d'intérêt collectif pour l'accession à la propriété », sur www.senat.fr (consulté le 12 janvier 2023)
6. ↑  Gouvernement de la République française, « Décret n° 2007-1595 du 9 novembre 2007 relatif aux sociétés anonymes coopératives d'intérêt collectif pour l'accession à la propriété », sur www.legifrance.gouv.fr, 9 novembre 2007 (consulté le 12 janvier 2023)
7. ↑  « Le Crédit immobilier de France », sur www.senat.fr (consulté le 12 janvier 2023)
8. ↑  Le Crédit immobilier de France ferme ses sites, Le Figaro, 5 avril 2017
9. ↑  « CIF : l'ex-président du conseil de la CDC prend les rênes », Les Échos, 11 octobre 2012
10. 1 2  « Yannick Borde nommé président de Crédit immobilier de France », reuters.com, 26 janvier 2013